# Francis Poitiers Nosworthy
Sir Francis Poitiers Nosworthy K.C.B., D.S.O.*, M.C.*, Croix de Guerre, britanski general, * 21. september 1887, † 9. julij 1971.

## Življenje
Prvo vojaško izkušnjo je dobil v letih pred prvo svetovno vojno v britanskem Raju; med prvo svetovno vojno se je bojeval na zahodni fronti. Odlikoval se je tudi med tretjo afganistansko vojno. Med letoma 1926 in 1930 je služil v Sudanu, tudi kot v.d. poveljujočega generala celotne kolonije. 
Med drugo svetovno vojno je bil sprva poveljnik 4. korpusa (ki naj bi zavrnil nemško izkrcanje v Veliki Britaniji) in nato še 9. korpusa. Za dva meseca se je upokojil v letu 1943, a je bil reaktiviran in postal je poveljnik Zahodno-afriškega poveljstva. Dokončno se je upokojil 13. februarja 1945.
Bil je tudi častni poveljnik polka več enotam:
- Korpus kraljevih inženircev (1940–50),
- Kraljevi bombajski saperji in minerji (1944–46) in
- Kraljevi indijski inženirci (1946–48).